# Zweeloo
Zweeloo är en by i Coevordens kommun i Nederländerna. Zweeloo utgjorde en separat kommun åren 1819-1998.

### Fotnoter
1. ↑  ”Zweeloo (DTB” (på nederländska). Genver. http://www.genver.nl/dr/dtb0138.htm. Läst 30 januari 2014.